# یاخوبا گناگنا باری
یاخوبا گناگنا باری (انگلیسی: Yakhouba Gnagna Barry؛ زادهٔ ۱۷ آوریل ۱۹۹۸) بازیکن فوتبال اهل گینه است.
وی همچنین در تیم ملی فوتبال گینه بازی کرده است.